# Satz von Fejér
In der Mathematik ist der Satz von Fejér (nach Leopold Fejér) eine der wichtigsten Aussagen über die Konvergenz von Fourierreihen. Der Satz besagt, dass die arithmetischen Mittel der Partialsummen der Fourierreihe einer stetigen, {\displaystyle 2\pi }-periodischen Funktion gleichmäßig gegen die Funktion konvergieren.
Er wurde von Fejér 1900 bewiesen.

## Aussage
Sei {\displaystyle {\mathcal {C}}_{2\pi }:=\left\{f\in C(\mathbb {R} );\,f(x)=f(x+2\pi )\;\forall \,x\in \mathbb {R} \right\}} der Raum der stetigen {\displaystyle 2\pi }-periodischen Funktionen.
Die {\displaystyle n}-te Partialsumme {\displaystyle s_{n}\;(n\in \mathbb {N} )} der Fourierreihe einer Funktion {\displaystyle f\in {\mathcal {C}}_{2\pi }} ist gegeben durch {\displaystyle \textstyle s_{n}(x):=\sum _{k=-n}^{n}c_{k}e^{ikx}} mit den Fourierkoeffizienten {\displaystyle \textstyle c_{k}:={\frac {1}{2\pi }}\int _{0}^{2\pi }f(x)e^{-ikx}\mathrm {d} x}. Der Satz von Fejér lautet nun:
Sei {\displaystyle f\in {\mathcal {C}}_{2\pi }}, dann konvergiert
{\displaystyle {\frac {1}{n+1}}\sum _{k=0}^{n}s_{k}(x)}
für {\displaystyle n\rightarrow \infty } gleichmäßig in {\displaystyle \mathbb {R} } gegen {\displaystyle f(x)}.

## Anmerkung
Der Satz von Fejér kann in dieser Form nicht weiter verschärft werden:
- Leopold Fejér konstruierte 1911 ein Beispiel einer Funktion {\displaystyle f\in {\mathcal {C}}_{2\pi }}, deren Fourierreihe in wenigstens einem Punkt nicht konvergiert.
- Wird die Bedingung der Stetigkeit zu stückweiser Stetigkeit abgeschwächt, konvergieren auch die arithmetischen Mittel der Partialsummen in den Unstetigkeitsstellen nicht mehr gegen den Funktionswert.

## Konsequenzen
- Falls eine Fourierreihe einer Funktion aus {\displaystyle {\mathcal {C}}_{2\pi }} in einem Punkt konvergiert, dann konvergiert sie gegen den Funktionswert.

- Die Fourierreihenentwicklung ist eindeutig: Zwei Funktionen aus {\displaystyle {\mathcal {C}}_{2\pi }} haben genau dann die gleiche Fourierreihe, wenn sie als Funktionen übereinstimmen.

- Die Partialsummen einer Funktion {\displaystyle f\in {\mathcal {C}}_{2\pi }} konvergieren in der {\displaystyle L_{2\pi }^{2}}-Norm gegen die Funktion, d. h. {\displaystyle \lim _{n\rightarrow \infty }\left\|f-s_{n}\right\|_{L_{2\pi }^{2}}=0}, wobei {\displaystyle \left\|g\right\|_{L_{2\pi }^{2}}:=\left({\frac {1}{2\pi }}\int _{0}^{2\pi }\left|g(x)\right|^{2}\mathrm {d} x\right)^{1/2}}

- Für {\displaystyle f\in {\mathcal {C}}_{2\pi }} gilt die sogenannte Bessel-Gleichung: {\displaystyle \left\|f\right\|_{L_{2\pi }^{2}}^{2}=\sum _{k=-\infty }^{\infty }\left|c_{k}\right|^{2}}, wobei {\displaystyle c_{k}} die Fourierkoeffizienten von {\displaystyle f} sind.

- Durch Polarisieren erhält man aus der Bessel-Gleichung den Satz von Parseval: Seien {\displaystyle f,g\in {\mathcal {C}}_{2\pi }} mit Fourierkoeffizienten {\displaystyle c_{k}} bzw. {\displaystyle d_{k}}. Dann gilt: {\displaystyle \langle f,g\rangle =\sum _{k=-\infty }^{\infty }c_{k}{\overline {d_{k}}}}, wobei {\displaystyle \langle f,g\rangle ={\frac {1}{2\pi }}\int _{0}^{2\pi }f(x)\cdot {\overline {g(x)}}\,\mathrm {d} x} das L2-Skalarprodukt ist.